# Maurits van Varsenare
Maurits van Varsenare (Brugge, ca. 1387  - 18 april 1437) was burgemeester van Brugge in woelige tijden.

## Levensloop
Maurits van Varsenare behoorde tot een neventak van de familie, met name van de Varsenares die heer van Houtave waren. Zijn vader, Maurits van Varsenare, was heer van Klemskerke, Jabbeke en Stijtvelde. De hier behandelde Maurits of Morrisis van Varsenare trouwde met Agnes de la Clyte (†1453) en ze hadden drie kinderen: nogmaals een Maurits, Nicolaas en Catharina.
Maurits en zijn broer Jacob waren poorter van Brugge. Hij begon aan de cursus honorum als schepen in 1412-1413 en 1419-1420. In 1421-1422 en 1424-1425 was hij hoofdman van het Sint-Janssestendeel, in 1428-1429 thesaurier en in 1431-1432 burgemeester van de raadsleden.
De bekroning kwam met zijn benoeming tot burgemeester van de schepenen.

## Woelige tijd
Op 2 september 1436 werd Maurits van Varsenare burgemeester van de schepenen, in een meer dan woelige tijd. Het stadsbestuur werd voor het volgende jaar bevestigd. Op 18 april 1437 werd hij, samen met zijn broer Jacob, bij valavond op de Grote Markt van Brugge vermoord.
De onrust woedde in de stad sinds verschillende maanden. De gilden en ambachten van Brugge waren er in grote mate tegen gekant militaire hulp te verlenen aan Sluis, om ze te vrijwaren van Engelse invallen. De schout, Eustachius Brix of Stassen Brisse, was op 26 augustus 1436 door een woedende menigte in de Breydelstraat doodgeslagen. Onder de gezaghebbers dacht men verdeeld. Maurits en Jacob van Varsenare behoorden tot diegenen die, sterk toegewijd aan hertog Filips de Goede, de Engelse vijand buiten de Nederlanden wilden houden.
Maurits van Varsenare hield nauw contact met de hertog en trok bij herhaling naar Gent, Brussel of Rijsel om er met hem te overleggen. Dit werd in Brugge met grote argwaan bekeken door de leiders van de gilden en ambachten. Het vermoeden werd verspreid dat hij er besprekingen voerde die voor Brugge nadelige gevolgen zouden hebben, vooral omdat hij er soms alleen op uittrok, zonder collegas's uit het gemeentebestuur mee te nemen. De onrust was van die aard dat geweld te verwachten was. De voltallige gemeenteraad besliste in september, de moord op de schout indachtig, dat burgemeester van Varsenare elke keer hij op straat kwam, door minstens dertig sergeanten zou omringd worden. Zelfs tijdens de bijeenkomsten van de raad was hij niet veilig, want in volle vergadering probeerde timmerman Jan Taervin hem dood te slaan.
De politieke tegenstellingen werden nog verhevigd door familieveten. Militair gouverneur van Brugge Lieven de Scotelaere, tevens hoofdman van het Onze-Lieve-Vrouwsestendeel, zag met lede ogen hoe de Varsenares, zijn verwanten, de ene heerlijkheid na de andere kregen van de hertog, daar waar hijzelf buiten de aandacht bleek te vallen. Zijn zus Geertruida de Scotelaere, die getrouwd was met Lodewijk van de Walle, burgemeester van de raadsleden, nam het voortouw in de inspanningen om het volk tegen Maurits van Varsenare op te hitsen.
Een revolutionaire toestand nam de bovenhand. Op 7 april 1437 besliste een bijeenkomst van de ambachtsdekens dat het stadsbestuur moest herzien worden. Burgemeester Maurits van Varsenare werd afgezet en vervangen door Gillis van der Vlamincpoorte. Burgemeester van de raadsleden Lodewijk van de Walle werd afgezet en vervangen door Gillis Lauwereyns. Schepen Joos van de Walle werd eveneens afgezet en vervangen door Jacob Brandereel. Vincent de Scuetelaere, hoofdman van het Onze-Lieve-Vrouwsestendeel nam op dezelfde 7 april ontslag.

## Vermoord
Maurits van Varsenare bleef niet werkloos. Hij begaf zich op 15 april 1437 naar Rijsel en werd er door Filips de Goede met passende eerbewijzen onthaald. De hertog beloofde hem de nodige steun. Deze reis werd door zijn vijanden als verraad beschouwd.
Toen Maurits op 18 april 1437 in Brugge terugkeerde, werd hij door de ambachtsdekens ter verantwoordig geroepen. Hij begaf zich met zijn broer Jacob en een paar anderen naar de Markt, waar een opgehitste menigte hem om uitleg over zijn reis naar Rijsel vroeg. Hij kreeg nauwelijks de gelegenheid hierop te antwoorden, terwijl opruiers hem beschuldigden de hertog ertoe aan te zetten Brugge te onderwerpen. De aanwezige menigte, geleid door brutale opruiers, bleek niet voor discussie vatbaar. Binnen de kortste keren werden Jacob van Varsenare en de hoofdman van het Carmerssestendeel Jacob Adornes met hakbijlen afgemaakt. Maurits slaagde erin te ontsnappen en te gaan schuilen in het huis Groenevoorde. Hij werd daar echter overmeesterd en naar de Grote Markt teruggebracht, waar hij onmiddellijk werd terechtgesteld. Een dolksteek in de rug en het doorhakken van zijn schedel maakten een einde aan zijn leven.
Hierop besliste Filips de Goede naar Brugge te komen. Op 22 mei verscheen hij voor de Boeveriepoort, vergezeld door een klein leger van 3.000 Picardiërs aan wie de Bruggelingen de toegang tot de stad wilden ontzeggen. Hevige schermutselingen ontstonden en een van de medewerkers van de hertog, ridder Jehan de Villiers de l'Isle Adam werd doodgestoken.
Na heel wat gebeurtenissen waarbij de hertog en zijn aanhangers de bovenhand hielden, werden uiteindelijk de tegenstanders van de gebroeders van Varsenare, die verantwoordelijkheid droegen voor hun dood, gestraft. Vincent de Scotelaere en Joos Van de Walle, zoon van Lodewijk van de Walle werden onthoofd. Lodewijk van de Walle en zijn vrouw Geertruida de Scotelaere werden veroordeld tot levenslange opsluiting in de kerker van het kasteel van Wijnendale. De lijken van Maurits en Jacob van Varsenare werden opgegraven en na een plechtige uitvaartdienst in de Sint-Walburgakerk begraven.